# Dilbert (série télévisée d'animation)
Dilbert est une série télévisée d'animation américaine en 30 épisodes de 22 minutes, créée par Scott Adams d'après son personnage de comic et diffusée entre le 25 janvier 1999 et le 25 juillet 2000 sur le réseau UPN. En France, la série a été diffusée à partir du 12 février 2000 sur Canal+ et au Québec, sur Télétoon la nuit.

## Synopsis
Cette série met en scène les mésaventures de Dilbert, un ingénieur travaillant dans une société d'informatique californienne.

## Voix françaises

### France
- Michel Dodane : Dilbert
- Thierry Wermuth : Dogbert
- Jean-Michel Farcy : Le patron
- Josiane Pinson : Alice
- Patrice Dozier : Wally
- Paul Borne : L'éboueur
- Yann Pichon : Catbert
- Lionel Tavera : Loud Howard
- Gérard Malabat : Azok, Bob Batard
- Thomas Roditi : Ratbert
- Gilles Tamiz : Ted
- Emmanuel Curtil : Le PDG
- Monique Thierry : Léna
- Jean-Claude Sachot : Les Elboniens
- Philippe Dumat : M. Pierrepont
- Régine Blaess : Mère de Dilbert

Direction artistique : Perrette Pradier

### Québec
- Paul Sarrasin : Dilbert
- Maxime Desjardins-Tremblay : Dogbert
- Pierre Chagnon : Le patron
- Johanne Léveillé : Alice
- Hugolin Chevrette-Landesque : Wally
- Yves Soutière : L'éboueur
- Daniel Picard : Catbert
- Nicholas Savard L'Herbier : Loud Howard
- Philippe Martin : Azok
- Sylvain Hétu : Bob l'enculé
- Sébastien René : Ratbert
- Jean-François Beaupré : Ted
- François Trudel : Le PDG
- Pascale Montreuil : Léna
- François Godin, Karine Gonthier-Hyndman, Karine Vanasse, Lisette Dufour, Guillaume Champoux, François Sasseville, Gabriel Lessard, Xavier Morin-Lefort, Stéfanie Dolan, Geneviève Désilets, Éveline Gélinas, Stéphane Rivard : Les Elboniens
- Manuel Tadros : M. Pierrepont
- Josée Deschênes : Mère de Dilbert

## Épisodes

### Première saison (1999)
1. Titre français inconnu (The Name)
2. La Compétition (The Competition)
3. Le Prototype (The Prototype)
4. Titre français inconnu (The Takeover)
5. Titre français inconnu (Testing)
6. Titre français inconnu (Elbonian Trip)
7. Titre français inconnu (Tower of Babel)
8. Titre français inconnu (The Little People)
9. Titre français inconnu (The Knack)
10. Titre français inconnu (Y2K)
11. Titre français inconnu (Charity)
12. Titre français inconnu (Holiday)
13. Titre français inconnu (The Infomercial)

### Deuxième saison (1999-2000)
1. Titre français inconnu (The Gift)
2. Titre français inconnu (The Shroud of Wally)
3. Titre français inconnu (Art)
4. Titre français inconnu (The Trial)
5. Titre français inconnu (The Dupey)
6. Titre français inconnu (The Security Guard)
7. Titre français inconnu (The Merger)
8. Titre français inconnu (Hunger)
9. Titre français inconnu (The Off-Site Meeting)
10. Titre français inconnu (The Assistant)
11. Titre français inconnu (The Return)
12. Titre français inconnu (The Virtual Employee)
13. Titre français inconnu (Pregnancy - Part 1)
14. Titre français inconnu (The Delivery - Part 2)
15. Titre français inconnu (Company Picnic)
16. Titre français inconnu (The Fact)
17. Titre français inconnu (Ethics)

### Documentation
- Virginie François, « Nuits noires pour cols blancs », BoDoï, no 27,‎ février 2000, p. 19.